# Трисвинецпентатербий
Трисвинѐцпентате́рбий — бинарное неорганическое соединение, интерметаллид
тербия и свинца
с формулой Pb3Tb5,
кристаллы.

## Получение
- Сплавление стехиометрических количеств чистых веществ:

{\displaystyle {\mathsf {5Tb+3Pb\ {\xrightarrow {T}}\ Pb_{3}Tb_{5}}}}

## Физические свойства
Трисвинецпентатербий образует кристаллы
гексагональной сингонии, пространственная группа P 63/mcm, параметры ячейки a = 0,9019 нм, c = 0,6596 нм, Z = 2,
структура типа трисилицида пентамарганца Mn5Si3.